# Bundesstraße 190n
Pour les articles homonymes, voir Route 190.
La Bundesstraße 190n est un projet de Bundesstraße dans les Länder de Basse-Saxe, Saxe-Anhalt et Brandebourg.
Il est prévu de lier la fermeture prévue de la prolongation sur la Bundesautobahn 39 à la fermeture de la prolongation sur la Bundesautobahn 14 également prévue. Dans la suite, un raccordement à la Bundesautobahn 24 est prévu. Les plans doivent être poursuivis en 2027 au plus tôt.

## Projet
L'itinéraire se déroulera dans une direction est-ouest et affectera la zone près de Salzwedel et Seehausen (Altmark). Au nord de Havelberg, l'Elbe et la Havel sont à traverser. Depuis Havelberg, la route vers Kümmernitz devrait suivre en grande partie le tracé de la Landesstraße existante. Dans le Brandebourg, la ville de Breddin doit être contournée par l'est conformément à la procédure d'aménagement du territoire achevée. Dans la suite, la ligne de Berlin à Hambourg doit être traversée et la route passer au nord de la ligne de chemin de fer en passant par les villes de Stüdenitz-Schönermark et Zernitz-Lohm. Peu avant Neustadt (Dosse), la route s'écarte de la voie ferrée vers le nord afin d'éviter une réserve naturelle, puis rejoint la Bundesstraße 102 entre Kampehl et Neustadt (Dosse). De là, par Bückwitz et la Bundesstraße 167, il y a l'A 24 accessible à Neuruppin.
Entre l'A 39 et l'A 14, un croisement à trois voies est prévu pour la B 190n (voies à double sens et voies de dépassement alternées), tandis qu'à l'ouest de l'A 39 (jusqu'à la B 191) et à l'est de l'A 14, seules deux voies sont à construire.

## Histoire
Après le lancement de l'étude d'impact sur l'environnement à l'été 2005, le plan de la B 190n débute en 2006.
Au printemps 2007, l'administration de la construction routière du Land de Saxe-Anhalt détermine une ligne préférentielle et, au cours du second semestre 2007, la procédure de planification régionale pour le tronçon transversal d'environ 100 kilomètres de long est réalisée avec cette variante préférentielle et deux autres. En conséquence, en avril 2008, la demande de détermination d'itinéraire est soumise au ministère fédéral des Transports. Le 15 avril 2011, Enak Ferlemann, secrétaire d'État parlementaire au ministère fédéral des Transports, de la Construction et de l'Urbanisme, annonce la détermination de la ligne pour le tronçon entre l'A 39 et l'A 14.

## Protestations
Dans le Brandebourg, des protestations se forment contre le tronçon de la route fédérale entre la frontière du Land avec la Saxe-Anhalt à l'ouest et l'A 24. L'initiative citoyenne Contra B 190n établit une pétition contre le projet et préconise un tracé différent. Le ministère fédéral de l'Environnement est totalement contre la B 190n, rejetant un pont près de Havelberg et remettant ainsi en cause la B 190n à l'est de l'A 14.